# Цагу
Цагу (также чивогай, саго, цаганчи; англ. tsagu, ciwogai, sago, tsaganci) — чадский язык, распространённый в центральных районах Нигерии. Входит в группу северные баучи (варджи, па’а-варджи) западночадской языковой ветви. Наиболее близок языку дири.
Численность говорящих — около 2000 человек (1995). Язык бесписьменный.

## Классификация
В соответствии с классификацией чадских языков, предложенной американским лингвистом П. Ньюманом, язык цагу входит в группу варджи (северные баучи) (или B.2) подветви баучи-баде западночадской языковой ветви вместе с языками дири, джимбин, кария, мбурку (мбуруку, барке), мия, па’а (афава) и варджи. Эта классификация приведена, в частности, в справочнике языков мира Ethnologue.
В классификации, предложенной в базе данных по языкам мира Glottolog, показаны некоторые особенности генетических связей внутри группы северные баучи, или B.2. Наряду с языком цагу (чивогай) группу западночадских языков B.2 образуют языки аджава, дири, мбурку (мбуруку), па’а, сири, зумбун (джимбин) и кластер варджи-гала-кария.
В классификациях афразийских языков чешского лингвиста В. Блажека и британского лингвиста Р. Бленча язык цагу также включается в объединение северные баучи, или варджи, которое сближается в рамках ветви баучи-баде с языками баде-нгизим.
Так, в классификации В. Блажека язык цагу отнесён к подгруппе языков северные баучи наряду с языками варджи, па’а, сири, дири, мия, джимбин, мбурку (мбуруку) и кария. Подгруппа северные баучи при этом вместе с подгруппой баде-нгизим образуют в данной классификации одну из двух групп наряду с группой южные баучи, которые входят в свою очередь в одну из двух подветвей западночадской языковой ветви.
В классификации Р. Бленча язык цагу (чивогай) вместе с языками дири, па’а, сирзаквай (варджи), кария, мбурку (мбуруку), мия, зумбун (джимбин) и сири отнесён к подгруппе варджи, которая вместе с подгруппой баде образует группу баде-варджи, противопоставленную группе заар, в составе подветви западночадских языков В.
Классификация, в которой язык цагу включается в группу северные баучи подветви баучи-баде приводится также в работе С. А. Бурлак и С. А. Старостина «Сравнительно-историческое языкознание».

## Лингвогеография

### Ареал и численность
Область распространения языка цагу размещена в центральной Нигерии на территории штата Баучи — в районе Ганджува, главным образом, в селении Цагу и его окрестностях.
Ареал цагу со всех сторон окружён ареалами близкородственных западночадских языков. С северо-востока и юго-запада область распространения языка цагу граничит с ареалом языка хауса, с северо-запада — с ареалом языка мбуруку, с юго-востока — с ареалом языка джимбин.
Численность носителей языка цагу по данным 1977 года составляла 3000 человек. Согласно данным справочника Ethnologue, численность говорящих на языке цагу к 1995 году уменьшилась до 2000 человек. По современным оценкам сайта Joshua Project численность носителей этого языка составляет 3700 человек (2017).

### Социолингвистические сведения
Согласно данным сайта Ethnologue, по степени сохранности язык цагу относится к так называемым стабильным, или устойчивым, языкам, поскольку этот язык используется в устном бытовом общении представителями этнической общности цагу всех поколений, включая младшее. Стандартной формы у языка цагу нет. Большинство представителей этнической общности цагу придерживается традиционных верований, имеются также группы мусульман (20 %) и христиан (10 %).